# Małołącki Potok
Małołącki Potok – potok, dopływ Cichej Wody, płynący Doliną Małej Łąki w Tatrach Zachodnich. Płynie tylko dolną częścią doliny, natomiast w części środkowej i górnej (na Wielkiej Polanie Małołąckiej i powyżej) brak cieków wodnych, co powoduje, że panuje tutaj szczególna cisza. Poniżej morenowego progu Wielkiej Polany Małołąckiej jest suche koryto potoku, woda płynie nim jednak tylko po większych opadach, dopiero w okolicach Szatry (rozdroże szlaków turystycznych) pojawia się stały potok wypływający ze źródła. Źródło to znajduje się na wysokości 1190 m n.p.m., ma wydajność 0,7 l/s, a wypływająca z niego woda ma temperaturę 6 °C.
Poniżej źródła potok spływa w kierunku północnym. Jego koryto ma szerokość 2–3 m i burzliwy przepływ, zawalone bowiem jest dużymi głazami morenowymi. Mimo że nie posiada dopływów, stopniowo w potoku przybywa wody, zasilany jest bowiem przydennymi wypływami krasowymi. W środkowej części jego biegu w obrębie Tatr w dnie doliny występują źródła oraz podmokłości. W dolnej części tatrzańskiego biegu zmienia kierunek na północno-wschodni i meandruje. Tatrzański odcinek ma długość 1,62 km i spadek 10,8%. Opuszcza Tatry na wysokości 932 m. U wylotu z Tatr średni przepływ wynosi około 140 l/s. Płynie dalej przez naniesione przez siebie żwirowe osady stożka napływowego korytem o szerokości 1–2 m, stale zasypywanym otoczakami obsuwającymi się z podrywanych przez wodę zboczy potoku.
Poniżej wylotu doliny potok przecina szosę Zakopane – Kościelisko i na wysokości około 880 m uchodzi do Cichej Wody jako jej prawy dopływ.
Badania wykazały, że Małołąckim Potokiem spływa zbyt mało wody jak na powierzchnię jego zlewni (około 150–200 l/s). Część wód z obszaru Doliny Małej Łąki podziemnymi przepływami zasila bowiem Kościeliski Potok. W latach 1988–1993 na Małołąckim Potoku wykonane zostało ujęcie wody dla Zakopanego.
W dolinie Małołąckiego Potoku rośnie rzadki w Polsce gatunek rośliny – zarzyczka górska.